# Klevamossen
Klevamossen är en sjö i Varbergs kommun i Halland och ingår i Himleån-Viskans kustområde. Sjöns area är 0,019 kvadratkilometer och den är belägen 60 meter över havet.